# Михайловская улица (Санкт-Петербург)

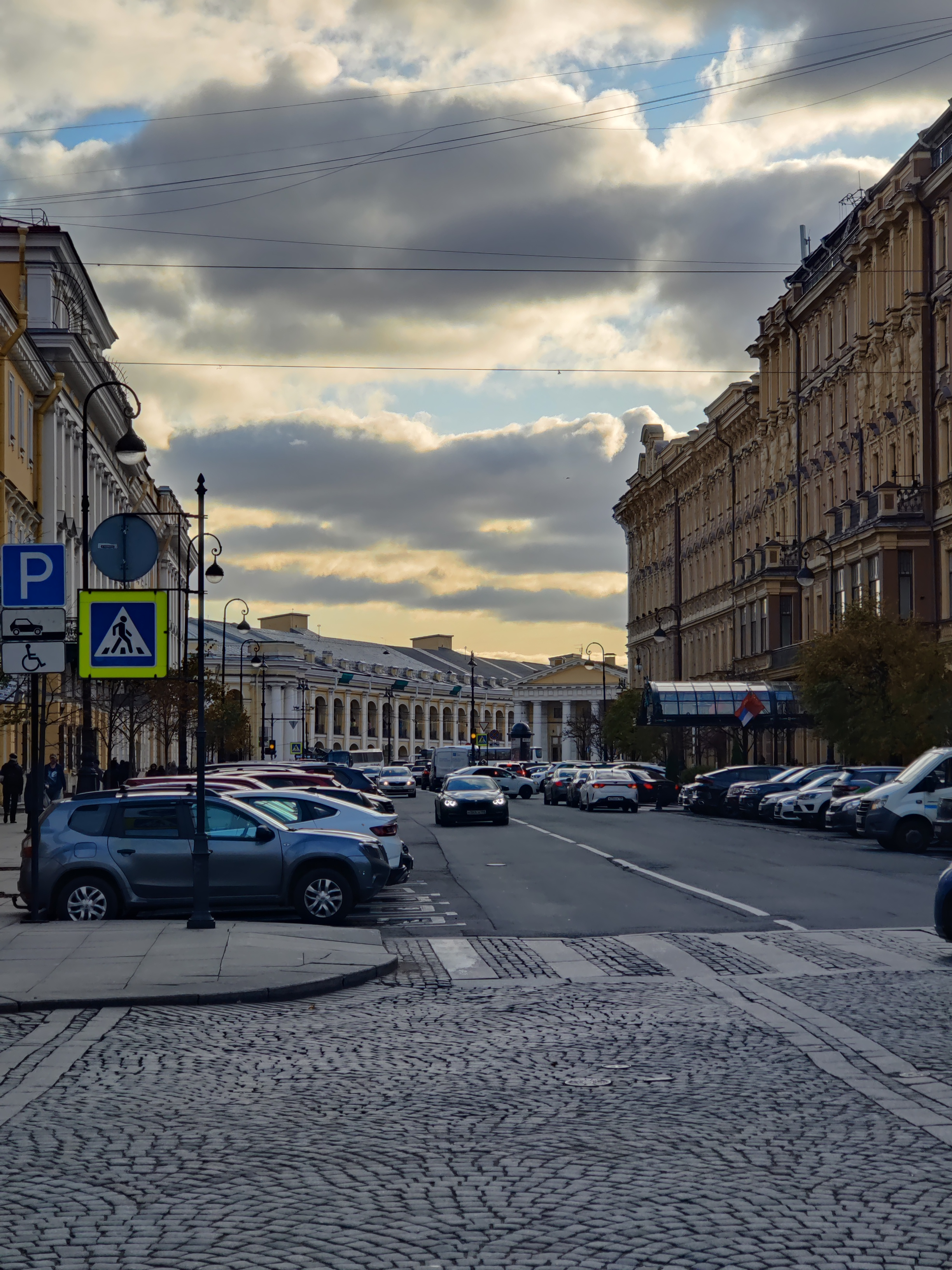
Современная перспектива улицы; по оригинальной задумке портик Руска замыкал её

Миха́йловская улица — улица в Центральном районе Санкт-Петербурга. Проходит от площади Искусств до Невского проспекта.

## История

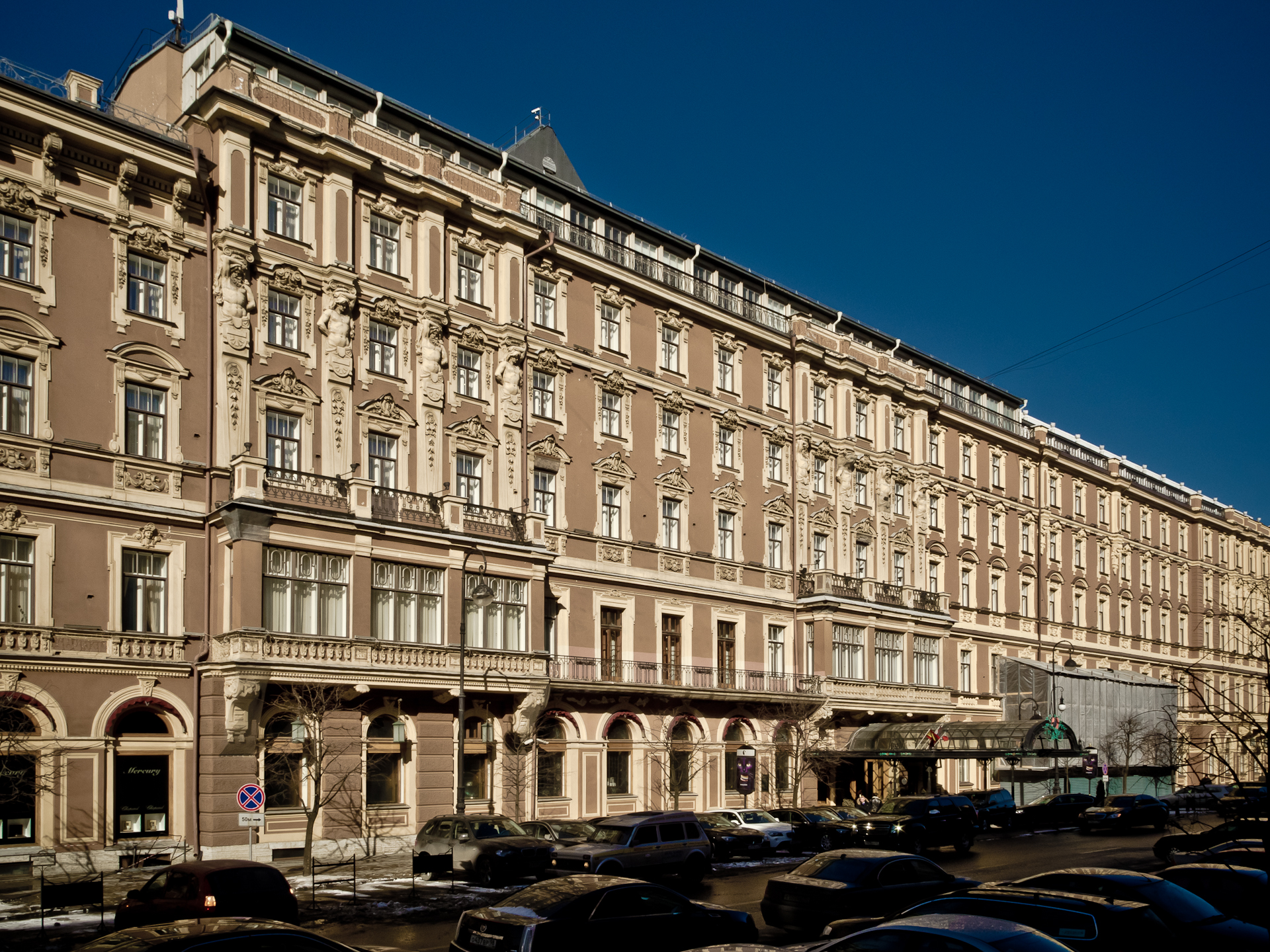
Гранд Отель Европа. Современный вид

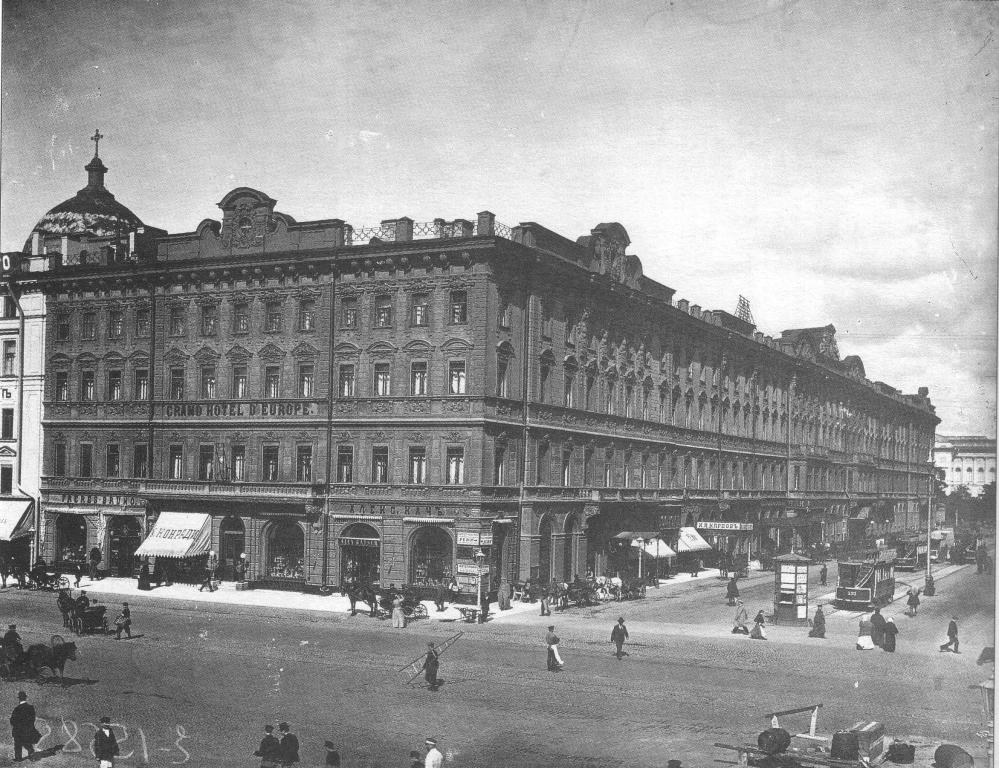
Гостиница «Европейская» в начале XX века

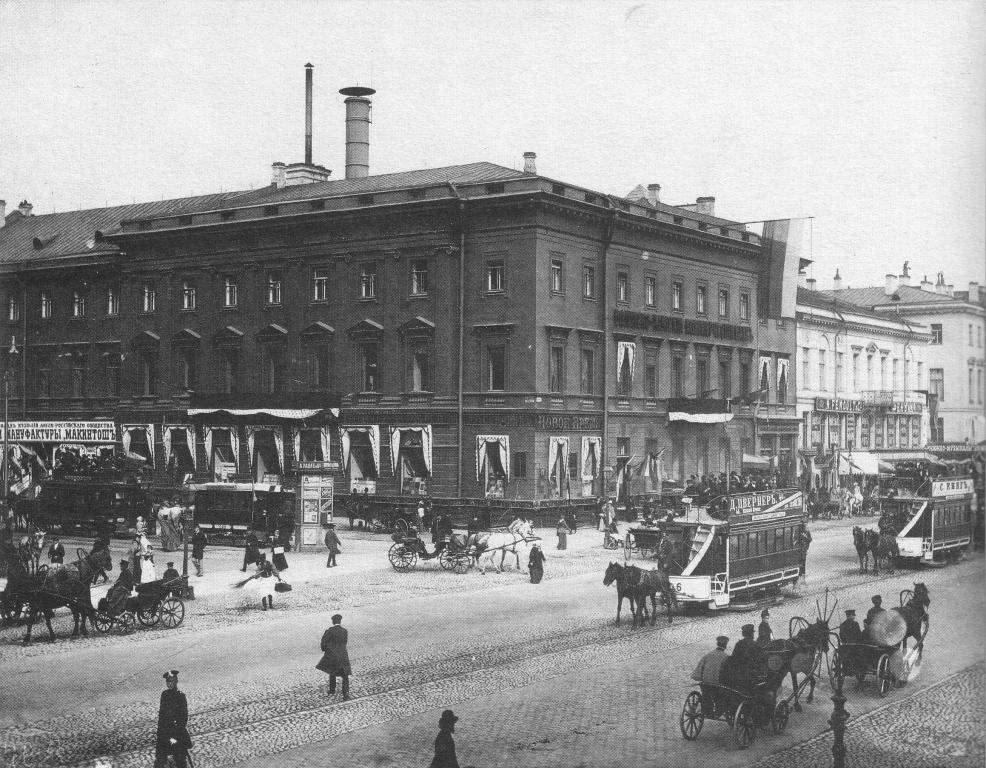
Здание Волжско-Камского банка в начале XX века

Улица была проложена в 1819—1825 годах, одновременно с созданием архитектором Карлом Росси единого композиционного ансамбля вокруг площади Искусств. Название улицы происходит от Михайловского дворца (ныне здания Русского музея). Михайловская улица явила перспективу на дворец со стороны Невского проспекта.
В 1918 году улицу переименовали в улицу Лассаля, в честь немецкого социалиста Фердинанда Лассаля (1825—1864), а в 1940 году — в улицу Бродского, в честь графика и живописца Исаака Израилевича Бродского (1883—1939), который проживал на этой улице с 1924 года до конца жизни; здесь же находилась его творческая мастерская. В 1991 году улице было возвращено её старое, первоначальное название.

## Здания по Михайловской улице
Гостиница «Европейская»

 Объект культурного наследия № 7802368000

Адрес: Михайловская улица, дом 1.
Годы постройки: 1873—1875, 1908—1914.
Архитекторы: Фонтана Л. Ф., Лидваль Ф. И.
Архитектурный стиль: эклектика.

Дворянское собрание — Филармония имени Д. Д. Шостаковича

 Объект культурного наследия № 7800759000

Адрес: Михайловская улица, дом 2.
Годы постройки: 1834—1839, 1899—1901.
Архитекторы: К. И. Росси, Жако П. П., Шрётер В. А.
Архитектурный стиль: классицизм.
Дом Н. А. Строганова — Здание Волжско-Камского банка

 Объект культурного наследия № 7800748000

Адрес: Михайловская улица, дом 4, Невский проспект, дом 38.
Годы постройки: 1881, 1898.
Архитекторы: К. И. Росси, Г. Б. Пранг, Л. Н. Бенуа.
Архитектурный стиль: классицизм.

В 1730-е годы на участке дома № 4 находился особняк камергера Никиты Андреяновича Возжинского, созданный архитектором М. Г. Земцовым. В начале XIX века чётная сторона Михайловской улицы была включена в единый архитектурный ансамбль по проекту Карла Росси, и в 1834—1839 годах архитектор П. П. Жако построил для этого проекта здание в классическом стиле. 

В 1881 году здание занял Волжско-Камский коммерческий банк; в это же время архитектор Г. Б. Пранг перестраивает здание, возводит дворовый корпус. В 1898 году архитектор Л. Н. Бенуа реконструирует фасад здания, превращает двор в операционный зал-атриум.

В 1948 году фасад здания восстанавливают в первоначальном виде.

## Инфраструктура

### Транспорт
- Невский проспект  Гостиный двор
- № 1, 3, 7, 22, 24, 27, 49
- № 1, 5, 7, 10, 11, 22